# 프랑스의 로마 가톨릭교회
프랑스의 로마 가톨릭교회는 프랑스에 있는 로마 가톨릭교회이다. 이따금씩 프랑스 가톨릭교회를 가리켜 ‘교회의 장녀’라고도 부른다. 현재 프랑스 인구의 63-66%(조사기관에 따라 41%에서부터 88%까지)가 가톨릭 신자이다. 프랑스 가톨릭교회는 98개의 교구와 20,523명의 사제를 두고 있다. 노트르담 드 파리 주교좌 성당, 랭스 주교좌 성당, 아미앵 주교좌 성당 등 보유한다. 성모 마리아가 발현한 루르드 순례지에는 매년 5백만 명의 순례자가 방문하고 있다.

## 역사
전승에 따르면 성 라자로와 그의 누이들인 성녀 마르타, 성녀 마리아가 유다인들의 박해를 피해 달아나, 배를 타고 지중해를 넘어서 프랑스 남부 아를 인근의 생트마리드라메르에 상륙했다고 한다. 프로방스 전승에서는 성 라자로가 마르세유의 초대 주교로 활동하였으며, 성녀 마르타는 타라스콩의 괴물을 퇴치하였다고 전해진다. 이들의 무덤은 베즐레와 부르군디의 수도원에 안장되어 있으며, 지금도 많은 순례자들이 찾아오고 있다.
496년, 이교도였던 클로비스 1세가 성 레미지오 주교로부터 세례를 받고 가톨릭 신자로 개종하였다. 클로비스 1세는 프랑스의 건국자로 널리 칭송받는 인물로, 개종 후 교황과 동맹을 맺고 교황권의 보호자를 자처하였다.
800년 예수 성탄 대축일 날, 교황 레오 3세는 샤를마뉴를 신성 로마 제국의 황제로 임명하고 기독교 왕국의 정치적 최고 지도자로 명명하였다.
1095년 11월, 클레르몽페랑에서 교황 우르바노 2세가 소집한 클레르몽 공의회가 개최되었다. 이 공의회에서 제1차 십자군 원정이 결의되었다.
1309년에서부터 1377년까지 일곱 명의 교황이 아비뇽에 유폐 신세가 되었는데, 이를 아비뇽 유수라고 부른다.
클로비스 1세의 개종 때부터 프랑스 혁명 전까지 가톨릭교회는 프랑스의 국교이자 정신적 지주로 자리매김 하였으며, 이러한 프랑스 교회를 일컬어 ‘교회의 장녀’라고 불렀다. 종교 분열 후, 프랑스는 위그노와 가톨릭 두 세력으로 양분되어 첨예하게 대립하였으며, 1598년 종교 관용 정책 내용을 담은 낭트 칙령이 반포되기 전까지 종교 전쟁을 벌였다.

## 같이 보기
- 프랑스의 로마가톨릭교구 목록